# Chuck Person's Eccojams Vol. 1
Chuck Person's Eccojams Vol. 1 è un album in studio di Daniel Lopatin (meglio conosciuto come Oneohtrix Point Never) dell'8 agosto 2010, pubblicato in edizione limitata a cento copie in formato musicassetta e attribuito a Chuck Person. Viene considerato uno dei primi album della corrente musicale ed estetica vaporwave.

## La cassetta
La cassetta è composta da quelle che Lopatin definì "echo jam": tracce audio composte da campionamenti di canzoni pop degli anni ottanta e rallentate "in modo narcotico" e tali da rievocare gli stili di hip-hop chopped and screwed. Le tracce, nate dall'interesse dell'artista per le "modalità di ascolto lento in una società altrimenti incasinata e iperaccelerata," sono state composte a partire da brani recuperati dall'archivio di YouTube. Secondo Simon Reynolds i brani si "riallacciano alla memoria culturale e alla carica utopica implicita nei beni capitalistici, specie quelli legati alla tecnologia di consumo nel settore informatico e multimediale audio-video."

## sunsetcorp
Nel 2009, l'utente di YouTube "sunsetcorp", che si è poi scoperto essere lo stesso Lopatin, ha caricato le tracce A2, B4 e A4, intitolandole rispettivamente "angel", "nobody here" e "demerol". L'unica traccia di cui è presente solo un frammento è "angel". Il video di "nobody here", che mostra un'animazione computerizzata degli anni ottanta di una rampa multicolore che si staglia su uno sfondo di grattacieli, ha ottenuto oltre trentamila visualizzazioni nell'arco di alcuni mesi: un risultato degno di nota per il contesto underground da cui proviene.

## Accoglienza
Chuck Person's Eccojams Vol. 1 ha ricevuto giudizi molto positivi da parte degli specialisti ed è talvolta considerato una pietra miliare dello stile vaporwave. Secondo una classifica stilata dalla redazione di Tiny Mix Tapes, Chuck Person's Eccojams Vol. 1 sarebbe il miglior album degli anni 2010. Su Sputnikmusic ha ricevuto il massimo dei voti e la recensione ad esso dedicata riporta che il suo ascolto «è davvero confortante e stimolante»" oltre a «essere qualcosa di più che un semplice sguardo ironico nei confronti degli aspetti distruttivi del capitalismo del ventunesimo secolo». Molto meno positivo è invece Piero Scaruffi che, nel suo sito dedicato alla musica pop e rock, assegna all'album soltanto un 5/10. Secondo il critico italiano, «benché (Chuck Person's Eccojams Vol. 1) sia indubbiamente uno dei migliori (re)mixtape (sic.) di tutti i tempi, non rappresenta un significativo passo in avanti nella carriera dell'artista».

## Tracce

### Lato 1
1. A1 – 2:44
2. A2 – 4:02
3. A3 – 6:32
4. A4 – 2:05
5. A5 – 3:04
6. A6 – 3:00
7. A7 – 2:28
8. A8 – 5:13

### Lato 2
1. B1 – 4:54
2. B2 – 4:56
3. B3 – 4:35
4. B4 – 2:19
5. B5 – 3:04
6. B6 – 2:33
7. B7 – 4:27

## Campionamenti utilizzati
| Traccia | Campionamenti utilizzati |
| ------- | --- |
| A1      | Africa dei Toto |
| A2      | Only Over You dei Fleetwood Mac |
| A3      | Too Little Too Late di Jojo e Castles in the Sky degli Ian van Dahl                                                                  |
| A4      | Morphine di Michael Jackson |
| A5      | Everybody's Been Burned dei Byrds |
| A6      | Lonely di Janet Jackson |
| A7      | The Four Horsemen degli Aphrodite's Child                                                                                            |
| A8      | My Life Is Waiting di Marvin Gaye e Hearsay di Alexander O'Neal                                                                      |
| B1      | Don't Give Up di Peter Gabriel e Kate Bush e Sweet Little Mistery di John Martyn                                                     |
| B2      | Gipsy dei Fleetwood Mac e Love T.K.O. eseguita da Teddy Pendergrass                                                                  |
| B3      | Baker Street di Gerry Rafferty e Separate Lives di Phil Collins e Marilyn Martin                                                     |
| B4      | The Lady in Red di Chris de Burgh |
| B5      | Me Against the World di 2Pac |
| B6      | These Dreams degli Heart |
| B7      | Woman in Chains dei Tears for Fears, Letter from Spain degli Electric Light Orchestra e Catch and Don't Look Back di Womack & Womack |